# مرحلة خروج المغلوب في دوري أبطال أوروبا 2001–02
بدأت مرحلة خروج المغلوب في دوري أبطال أوروبا 2001–02 في 2 أبريل 2002 وانتهت في 15 مايو 2002 بلعب المباراة النهائية في هامبدن بارك بغلاسغو، اسكتلندا.
جميع الأوقات حسب توقيت وسط أوروبا الصيفي (ت ع م+2)

## القوس
|  | ربع النهائي         | ربع النهائي       | ربع النهائي | ربع النهائي |   |                 | نصف النهائي | نصف النهائي | نصف النهائي | نصف النهائي |  |  | النهائي       | النهائي |
|  |                     |                   |             |             |   |                 |             |             |             |             |  |  |               |         |
|  | ديبورتيفو لاكورونيا | 0                 | 2           | 2           |   |                 |             |             |             |             |  |  |               |         |
|  | مانشستر يونايتد     | 2                 | 3           | 5           |   |                 |             |             |             |             |  |  |               |         |
|  | مانشستر يونايتد     | 2                 | 3           | 5           |   | مانشستر يونايتد | 2           | 1           | 3           |             |  |  |               |         |
|  |                     |                   |             |             |   | مانشستر يونايتد | 2           | 1           | 3           |             |  |  |               |         |
|  |                     | باير ليفركوزن (خ) | 2           | 1           | 3 |                 |             |             |             |             |  |  |               |         |
|  | ليفربول             | باير ليفركوزن (خ) | 2           | 1           | 3 | 1               | 2           | 3           |             |             |  |  |               |         |
|  | ليفربول             |                   |             |             |   | 1               | 2           | 3           |             |             |  |  |               |         |
|  | باير ليفركوزن       | 0                 | 4           | 4           |   |                 |             |             |             |             |  |  |               |         |
|  |                     |                   |             |             |   |                 |             |             |             |             |  |  | باير ليفركوزن |         |
|  |                     |                   | ريال مدريد  |             |   |                 |             |             |             |             |  |  |               |         |
|  | باناثينايكوس        | 1                 | 1           | 2           |   |                 |             |             |             |             |  |  |               |         |
|  | برشلونة             | 0                 | 3           | 3           |   |                 |             |             |             |             |  |  |               |         |
|  | برشلونة             | 0                 | 3           | 3           |   | برشلونة         | 0           | 1           | 1           |             |  |  |               |         |
|  |                     |                   |             |             |   | برشلونة         | 0           | 1           | 1           |             |  |  |               |         |
|  |                     | ريال مدريد        | 2           | 1           | 3 |                 |             |             |             |             |  |  |               |         |
|  | بايرن ميونخ         | ريال مدريد        | 2           | 1           | 3 | 2               | 0           | 2           |             |             |  |  |               |         |
|  | بايرن ميونخ         |                   |             |             |   | 2               | 0           | 2           |             |             |  |  |               |         |
|  | ريال مدريد          | 1                 | 2           | 3           |   |                 |             |             |             |             |  |  |               |         |

## ربع النهائي
لعبت مباريات الذهاب في 2 و3 أبريل، ولعبت مباريات الإياب في في 9 و10 أبريل 2002.
| الفريق الأول        | إجم. | الفريق الثاني   | مباراة الذهاب | مباراة الإياب |
| ------------------- | ---- | --------------- | ------------- | ------------- |
| باناثينايكوس        | 2–3  | برشلونة         | 1–0           | 1–3           |
| بايرن ميونخ         | 2–3  | ريال مدريد      | 2–1           | 0–2           |
| ديبورتيفو لاكورونيا | 2–5  | مانشستر يونايتد | 0–2           | 2–3           |
| ليفربول             | 3–4  | باير ليفركوزن   | 1–0           | 2–4           |

### مباراة الذهاب
| ديبورتيفو لاكورونيا | 0–2               | مانشستر يونايتد               |
| ------------------- | ----------------- | ----------------------------- |
|                     | تقرير MatchCentre | بيكهام 15' · فان نيستلروي 41' |

| بايرن ميونخ               | 2–1               | ريال مدريد |
| ------------------------- | ----------------- | ---------- |
| إيفنبرغ 82' · بيتزارو 88' | تقرير MatchCentre | جيريمي 11' |

| باناثينايكوس        | 1–0               | برشلونة |
| ------------------- | ----------------- | ------- |
| باسيناس 79' (ركلة.) | تقرير MatchCentre |         |

| ليفربول   | 1–0               | باير ليفركوزن |
| --------- | ----------------- | ------------- |
| هيبيا 44' | تقرير MatchCentre |               |

### مباراة الإياب
| برشلونة                            | 3–1               | باناثينايكوس   |
| ---------------------------------- | ----------------- | -------------- |
| لويس إنريكي 23'، 49' · سافيولا 61' | تقرير MatchCentre | كونستانتينو 8' |

فاز برشلونة 3–2 في الإجمالي.
| باير ليفركوزن                            | 4–2                 | ليفربول                  |
| ---------------------------------------- | ------------------- | ------------------------ |
| بالاك 16'، 64' · برباتوف 68' · لوسيو 84' | تقرير MatchCentre 8 | كزافيي 42' · ليتمانن 79' |

فاز باير ليفركوزن 4–3 في الإجمالي.
| مانشستر يونايتد            | 3–2               | ديبورتيفو لاكورونيا              |
| -------------------------- | ----------------- | -------------------------------- |
| سولشار 23'، 56' · غيغز 69' | تقرير MatchCentre | بلان 45' (ه.ذ.) · جالمينيا 90+1' |

فاز مانشستر يونايتد 5–2 في الإجمالي.
| ريال مدريد             | 2–0               | بايرن ميونخ |
| ---------------------- | ----------------- | ----------- |
| هيلغيرا 69' · غوتي 85' | تقرير MatchCentre |             |

فاز ريال مدريد 3–2 في الإجمالي.

## نصف النهائي
لعبت مباراتي الذهاب في 23 و24 أبريل، ولعبت مباراتي الإياب في 30 أبريل و1 مايو 2002.
| الفريق الأول    | إجم.    | الفريق الثاني | مباراة الذهاب | مباراة الإياب |
| --------------- | ------- | ------------- | ------------- | ------------- |
| برشلونة         | 1–3     | ريال مدريد    | 0–2           | 1–1           |
| مانشستر يونايتد | 3–3 (خ) | باير ليفركوزن | 2–2           | 1–1           |

### مباراة الذهاب
| برشلونة | 0–2               | ريال مدريد                   |
| ------- | ----------------- | ---------------------------- |
|         | تقرير MatchCentre | زيدان 55' · ماكمانامان 90+2' |

| مانشستر يونايتد                                 | 2–2               | باير ليفركوزن         |
| ----------------------------------------------- | ----------------- | --------------------- |
| جيفكوفيتش 29' (ه.ذ.) · فان نيستلروي 67' (ركلة.) | تقرير MatchCentre | بالاك 62' · نوفيل 75' |

### مباراة الإياب
| باير ليفركوزن | 1–1               | مانشستر يونايتد |
| ------------- | ----------------- | --------------- |
| نوفيل 45+2'   | تقرير MatchCentre | كين 28'         |

3–3 في الإجمالي. فاز باير ليفركوزن بالأهداف الخارجية.
| ريال مدريد | 1–1               | برشلونة            |
| ---------- | ----------------- | ------------------ |
| راؤول 43'  | تقرير MatchCentre | هيلغيرا 49' (ه.ذ.) |

فاز ريال مدريد 3–1 في الإجمالي.

## النهائي
| باير ليفركوزن | 1–2               | ريال مدريد           |
| ------------- | ----------------- | -------------------- |
| لوسيو 13'     | تقرير MatchCentre | راؤول 8' · زيدان 45' |

## وصلات خارجية
- دوري أبطال أوروبا 2001–02، UEFA.com